# Ellen Hollman

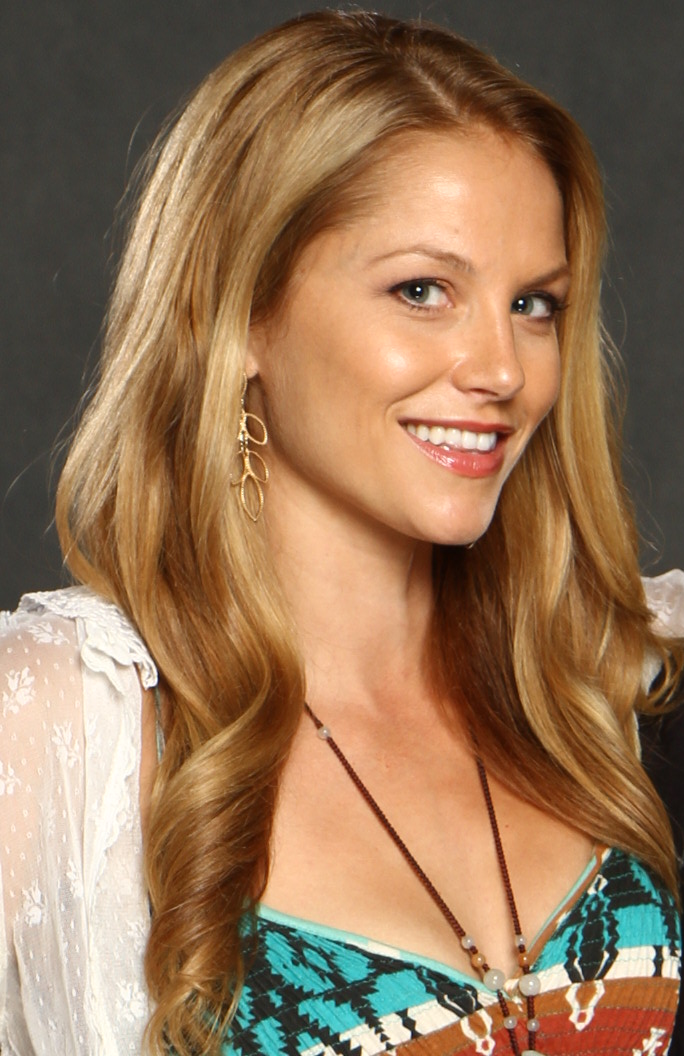
Ellen Hollman (2014)

Ellen Hollman (* 1. April 1983 in Detroit) ist eine US-amerikanische Schauspielerin. Sie ist seit 2005 als Schauspielerin aktiv und tritt vornehmlich in Fernsehproduktionen auf. Ihr Schaffen umfasst mehr als 30 Produktionen.

## Filmografie (Auswahl)
- 2006: Sex, Love & Secrets (Fernsehserie, 1 Folge)
- 2006: Malcolm mittendrin (Malcolm in the Middle, Fernsehserie, 1 Folge)
- 2006, 2015: Navy CIS (NCIS, Fernsehserie, 2 Folgen)
- 2007: O.C., California (The O.C., Fernsehserie, 1 Folge)
- 2007: Criminal Minds (Fernsehserie, 1 Folge)
- 2008: Asylum
- 2008: Fling (Lie to Me)
- 2009: Weeds – Kleine Deals unter Nachbarn (Weeds, Fernsehserie, 1 Folge)
- 2010: Skateland
- 2010: Medium (Fernsehserie, 1 Folge)
- 2010: Numbers – Die Logik des Verbrechens (Numb3rs, Fernsehserie, 1 Folge)
- 2010: Victorious (Fernsehserie, 1 Folge)
- 2010: Sinatra Club – Der Club der Gangster (Sinatra Club, Fernsehfilm)
- 2011: Last Halloween (Kurzfilm)
- 2011: Rules of Engagement (Fernsehserie, 1 Folge)
- 2012: True Love
- 2012–2013: Spartacus (Fernsehserie, 14 Folgen)
- 2014: A Perfect Christmas List (Fernsehfilm)
- 2014: CSI: Vegas (CSI: Crime Scene Investigation, Fernsehserie, 1 Folge)
- 2015: The Scorpion King 4 – Der verlorene Thron (The Scorpion King: The Lost Throne)
- 2015: Into the Badlands (Fernsehserie, 3 Folgen)
- 2016: Lethal Weapon (Fernsehserie, 1 Folge)
- 2016: The Secrets of Emily Blair
- 2017: Jack and Jill (Kurzfilm)
- 2017: Justice – Kein Erbarmen (Justice)
- 2017: The Good Nanny (Nanny's Nightmare, Fernsehfilm)
- 2017: Sharing Christmas (Fernsehfilm)
- 2017: Six (Fernsehserie, 2 Folgen)
- 2018: Fallen Angel (Kurzfilm)
- 2018–2021: Navy CIS: New Orleans (Fernsehserie)
- 2019: Hawaii Five-0 (Fernsehserie, Folge 10x09)
- 2019: 9-1-1: Notruf L.A. (9-1-1, Fernsehserie, 3 Folgen)
- 2020: Death’s Door (Fernsehserie, 1 Folge)
- 2020: Love and Monsters
- 2020: Army of One
- 2021: Matrix Resurrections (The Matrix Resurrections)
- 2023: Inside Man
- 2023: Don't Suck